# Henry Kellett
Henry Kellett (Clonabody, 2 novembre 1806 – Clonabody, 1º marzo 1875) è stato un ammiraglio ed esploratore britannico.

## Biografia
Kellett si arruolò nella Royal Navy nel 1822. Passò tre anni nelle Indie occidentali prima di imbarcarsi con William Fitzwilliam Owen in Africa, diventando secondo in comando della HMS Sulphur con Edward Belcher nelle Indie orientali e durante la prima guerra dell'oppio contro la Cina, nella quale fu promosso comandante nel 1841 post-capitano nel 1842.
Nel 1845 fu nominato capitano della nave HMS Herald, riassegnata nel 1848 per unirsi alla ricerca di Sir John Franklin. Durante il viaggio attraversò lo stretto di Bering ed il mare dei Ciukci scoprendo l'isola Herald. Kellett sbarcò sull'isola Herald cui diede il nome della sua nave. Avvistò anche l'isola di Wrangel all'orizzonte occidentale. William Pullen fece parte di questa spedizione nel 1852. Comandò la HMS Resolute andando in aiuto di Robert McClure il cui vascello, l'Investigator, era intrappolato in Artide. I suoi uomini costruirono un magazzino sull'isola di Dealy al largo della costa meridionale dell'isola di Melville.
Divenne Ufficiale Anziano delle Indie occidentali nel 1855 e Comandante in Capo della China Station nel 1869. Diede le dimissioni nel 1871.

## Retaggio
- Molti luoghi di Hong Kong hanno preso da lui il nome: isola di Kellett, baia di Kellett e Monte Kellett.[5][6]
- Kellet Bluff sull'isola di Henry prese probabilmente il nome dal capitano Kellet. Si tratta di un posto con correnti estreme, spesso abitato dalle orche.
- Kelletia kelletii prende il suo nome.[7]